# Neuromelia
Neuromelia is een geslacht van vlinders van de familie spanners (Geometridae), uit de onderfamilie Ennominae.

## Soorten
- N. selectata Guenée, 1858
- N. sericea Warren, 1894